# Robin Wall Kimmerer
Robin Wall Kimmerer (Nueva York, 1953) es una profesora estadounidense de biología ambiental y forestal; y directora del Centro para los Pueblos Nativos y el Medio Ambiente de la Facultad de Ciencias Ambientales y Silvicultura de la Universidad Estatal de Nueva York (SUNY-ESF). Es miembro de la Citizen Potawatomi Nation.

## Biografía
Nació en 1953 en el campo abierto del norte del estado de Nueva York. Creció jugando en el campo y su tiempo al aire libre arraigó en ella un profundo aprecio por el entorno natural. Su entusiasmo por el medio ambiente fue alentado por sus padres, quienes mientras vivían en el norte del estado de Nueva York comenzaron a reconectarse con su legado Potawatomi (tribu reconocida por el gobierno de los Estados Unidos).
Se graduó en Botánica en 1975. Pasó dos años trabajando para Bausch & Lomb como microbióloga. Luego, se trasladó a Wisconsin para asistir a la Universidad de Wisconsin-Madison, donde obtuvo su maestría en botánica en 1979, seguida de su doctorado en ecología vegetal en 1983. Mientras estudiaba ecología forestal, como parte de su programa de estudios, descubrió los musgos, que se convirtirían en el enfoque científico de su carrera.

### Trayectoria profesional

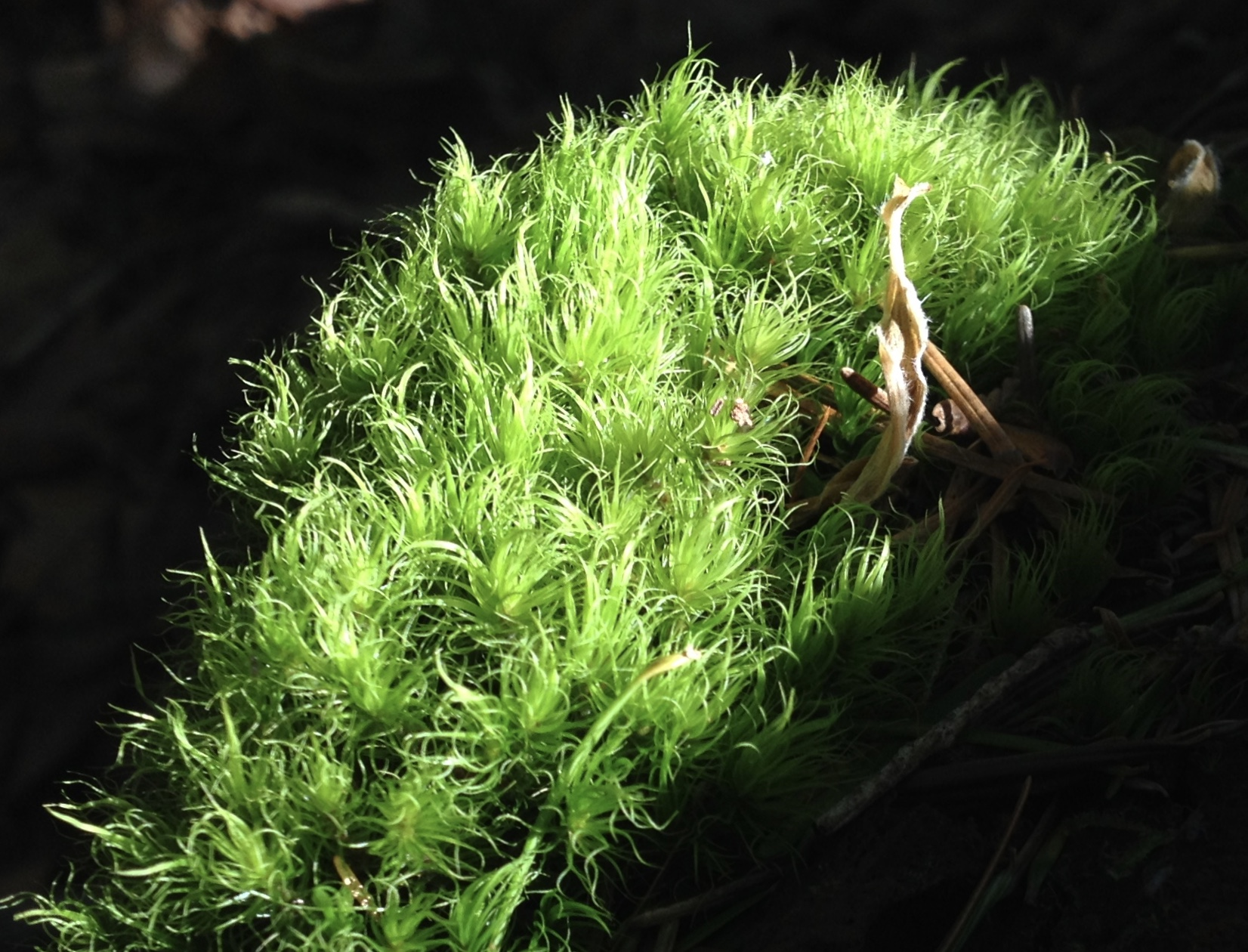
Musgo de la selva

Desde Wisconsin, se trasladó a Kentucky, donde fue profesora, por un breve tiempo, en la Universidad de Transylvania en Lexington antes de mudarse a Danville, Kentucky, donde enseñó biología, botánica y ecología en el Center College. Kimmerer recibió la titularidad en Centre College.
En 1993, Kimmerer regresó como profesora al Departamento de Biología Forestal y Ambiental de la Universidad Estatal de Nueva York (SUNY-ESF). Imparte cursos de Tierra y Cultura, Conocimientos Ecológicos Tradicionales, Etnobotánica, Ecología de Musgos, Ecología de Perturbaciones y Botánica General. Es directora del Centro para los Pueblos Nativos y el Medio Ambiente en la ESF, que es parte de su trabajo para brindar programas que permitan un mayor acceso al alumnado nativo para estudiar ciencias ambientales, y que la ciencia se beneficie de la sabiduría de la filosofía nativa para alcanzar el objetivo común de la sostenibilidad.
Es una defensora del enfoque del conocimiento ecológico tradicional (TEK), que Kimmerer describe como una "forma de conocimiento". TEK es un enfoque científico profundamente empírico y se basa en la observación a largo plazo. Sin embargo, también involucra consideraciones culturales y espirituales, que a menudo han sido marginadas por la comunidad científica en general. El uso más amplio de TEK por parte de la comunidad académica ha comenzado a darle credibilidad a este enfoque.
Los esfuerzos de recuperación de los saberes tradicionales de Kimmerer están motivados, en parte, por su historia familiar. Su abuelo era miembro de la Citizen Potawatomi Nation y recibió educación colonial en la Escuela Industrial Indígena Carlisle en Carlisle, Pensilvania. La Escuela, similar a las escuelas residenciales canadienses, se propuso "civilizar" a los niños nativos, prohibiendo a los residentes hablar su idioma y borrando su cultura nativa. Sabiendo lo importante que es mantener el idioma tradicional de los potawatomi, una lengua algonquina, Kimmerer aprendió la lengua tradicional porque "cuando un idioma muere, se pierden mucho más que palabras".
Sus ámbitos de interés abarcan el conocimiento ecológico tradicional (TEK), la ecología del musgo, el alcance a las comunidades tribales y la escritura creativa.

### Colaboraciones
Ayudó a patrocinar el proyecto de Mentoría de Pregrado en Biología Ambiental (UMEB), que une a estudiantes de color con miembros de la facultad en las ciencias ambientales y biológicas mientras trabajan conjuntamente para investigar la biología ambiental. También es parte del Programa de Becarios Multiculturales de Educación Superior del Departamento de Agricultura de los Estados Unidos. El programa brinda a estudiantes experiencias del mundo real que involucran la resolución de problemas complejos. También participa en la Sociedad de Ingeniería y Ciencia Indígena Estadounidense (AISES) y trabaja con la Escuela de la Nación Onondaga en actividades de divulgación comunitaria.
Kimmerer utiliza el conocimiento tradicional y la ciencia de manera colectiva para la restauración ecológica en la investigación. Ha formado parte del consejo asesor del programa Estrategias para la educación, el desarrollo y la sostenibilidad en ecología (SEEDS), un programa para aumentar el número de ecologistas minoritarios. Es también ex presidenta de la Sección de Conocimientos Ecológicos Tradicionales de la Sociedad Ecológica de América.
En abril de 2015, fue invitada a participar como panelista en una reunión plenaria de Naciones Unidas para discutir cómo la armonía con la naturaleza puede ayudar a conservar y utilizar de manera sostenible los recursos naturales, titulada "Armonía con la naturaleza: hacia el logro de los objetivos de desarrollo sostenible, incluido el abordaje del cambio climático en la Agenda para el Desarrollo después de 2015 ".

## Obras
- Gathering Moss: A Natural and Cultural History of Mosses (Oregon State University Press, 2003) ISBN 0-87071-499-6. Su primer libro incorporó su experiencia como ecóloga de plantas y su comprensión del conocimiento tradicional sobre la naturaleza.
- Braiding Sweetgrass: Indigenous Wisdom, Scientific Knowledge, and the Teachings of Plants (Milkweed Editions, 2013) ISBN 9781571313355. En 2016 se lanzó una versión en audiolibro, Braiding Sweetgrass que se volvió a publicar en 2020 con una nueva introducción. En 2021 se habían vendido más de 500.000 copias en todo el mundo.[2] Braiding Sweetgrass trata sobre la interdependencia de las personas y el mundo natural, principalmente el mundo vegetal.

## Premios y reconocimientos
- 2005 Medalla John Burroughs Award por su libro Gathering Moss: A Natural and Cultural History of Mosses .[11]

- 2014 Premio Sigurd F. Olson Nature Writing Award por su segundo libro, Braiding Sweetgrass: la sabiduría indígena, el conocimiento científico y las enseñanzas de las plantas.[12]
- 2013 Segundo premio Burroughs por un ensayo, "Council of the Pecans", que apareció en la revista Orion.[13]
- 2020 Título honorario de M. Phil en Ecología Humana del College of the Atlantic.[14]